# صورة (أغنية)
صورة أغنية من تأليف صلاح جاهين وتلحين كمال الطويل غناها عبد الحليم حافظ عام 1966.

## الأغنية
- بدءاً من عام 1961 كان عبد الحليم يقدم في شهر يوليو من كل عام أغنية وطنية على الأقل بمناسبة عيد الثورة، إضافة على الأغاني الوطنية التي غناها في مناسبات مختلفة. وكانت معظم هذه الأغاني ترحب بالثورة، وتؤيد مبادئها مثل الاشتراكية.
- لكن بعد فترة من تطبيق المبادئ الاشتراكية يبدو أن نوعاً من عدم الرضا بدأ يسود فئة كبيرة من الشعب المصري، خصوصاً وأن كثيراً من المسئولين استفادوا من تضخم الجهاز الإداري والبيروقراطية لمصالحهم الخاصة، ولذلك صار لزاماً أن يتم إقناع بخدمة الوطن، لا بخدمة النظام الاشتراكي.
- خلت هذه الأغنية من أي ذكر للاشتراكية رغم أنها ذكرت فئات عديدة من المجتمع كالموظفين، والمهندسين، ومحفظي القرآن، وغيرهم.
- الغريب أن كمال الطويل لحن هذه الأغنية في مزاج سيء كما ذكر في لقاء مع مجلة روز اليوسف،[1] وأكد ذلك في لقاء مع مجلة فن، حيث منع من السفر لغرض إتمام هذه الأغنية،[2] ومع ذلك ما نتج كان لحناً من أهم ألحانه شهد تنوعاً كبيراً في الإيقاعات، وكان اللحن إجمالاً لحن جميل، خصوصاً في البيت الذي يقول:

- غنى عبد الحليم هذه الأغنية في حفل عيد الثورة في يوليو 1966، وغنى معها أغنيتين عاطفيتين هما على حسب وداد، وأنا كل ما أقول التوبة.
- كانت هذه الأغنية هي آخر أغنية وطنية يغنيها عبد الحليم في أعياد الثورة، حيث أن هزيمة الجيوش العربية في حرب 1967 قد منع إقامة حفلات مماثلة.
- ربما كان من الممكن أن تعيش هذه الأغنية لفترة طويلة لو لم يذكر فيها اسم الرئيس جمال عبد الناصر، حيث فقدت أهميتها بعد وفاته عام 1970، وأدى ذلك إلى حجب هذه الأغنية ، كما أدى ذكر اسم الملك فاروق في أغنية الفن التي غناها محمد عبد الوهاب قبل حوالي عقدين من الزمن إلى حجب تلك الأغنية.
- في العيد الخمسين لثورة يوليو عام 2002 أذاعت القناة الفضائية المصرية هذه الأغنية بعد حذف المقطع الذي ذكر فيه اسم الرئيس عبد الناصر.